# Paul Rand

IBMs logotyp från 1967 av Paul Rand.

Paul Rand, ursprungligen Peretz Rosenbaum,  född 15 augusti 1914, död 26 november 1996, var en amerikansk grafiker som är mest känd för att ha gjort logotyper till diverse företag som till exempel Mobil, IBM, Next, UPS, ABC och Enron.

## Biografi
Rand utbildades på Pratt Institute i New York, (1929–1932), och på Art Students League of New York (1933–1934), samt Parsons School of Design i New York. Han var en stark förespråkare för typografistilen som kallas Swiss Style i USA på sin tid. Från 1956 till 1969, med uppehåll, och sedan åter igen med början 1974 föreläste Rand om design på Yale University.
Paul Rand valdes in i the New York Art Directors Club Hall of Fame 1972 och tilldelades ett postumt lifetime achievement award av the One Show 2007, där de visade en fyra minuters film med hans verk och en intervju med honom.
Paul Rand dog av cancer 1996.